# Психопсиды
Психопсиды (лат. Psychopsidae) — семейство насекомых из отряда сетчатокрылых (Neuroptera).

## Описание
Длина крыльев 10—35 мм. Тело имеет шелковистую поверхность, многие виды напоминают моли. Личинки имеют большие головы с длинными серповидными челюстями, голова с челюстями составляют почти половину длины тела. Личинки проходят развитие за два года. Современные формы представлены в Старом Свете: Южная Африка, Австралия, юго-восточная Азия. 

## Палеонтология
В ископаемом состоянии известны с юрского периода. Были обильны в мезозое. Ископаемые виды также известны из эоцена Северной Америки и Европы. Древнейшие личинки Psychopsidae, Acanthopsychops triaina и Aphthartopsychops scutatus, обнаружены в меловом бирманском янтаре.

## Систематика
Около 30 видов. Вместе с семействами нитекрылок (Nemopteridae) и ископаемым каллиграмматид (Kalligrammatidae) относится к надсемейству Psychopsoidea и подотряду Myrmeleontiformia.
- Подсемейство Psychopsinae
  - Balmes — 4 вида (Юго-Восточная Азия)
  - Megapsychops Tillyard
  - Psychopsis Newman, 1842 — 13 видов (Австралия)
  - † Propsychopsis — эоцен
- Подсемейство Zygophlebiinae (Афротропика)[5]
  - Cabralis — 3 вида
  - Zygophlebius — 3 вида
- Подсемейство Silveirainae (Афротропика)[5]
  - Silveira — 4 вида

Другие рода:
- † Undulopsychopsis
  - † Undulopsychopsis alexi — нижний мел, Китай[6]
- † Electropsychops
  - † Electropsychops oligophlebius — бирманский янтарь[7]